# Клеър Макинтош
Клеър Макинтош (на английски: Clare Mackintosh) е английска бивша полицайка и писателка на произведения в жанра трилър и криминален роман.

## Биография и творчество
Клеър Елизабет Мери Макинтош е родена на 28 август 1976 г. в Бристъл, Англия. Завършва Лондонския университет Роял Холоуей със специалност френска филология и мениджмънт. След дипломирането си прави следдипломна квалификация в Париж и работи като двуезичен секретар. Постъпва на работа в полицията и е командирована в Чипинг Нортън като градски сержант. Става по-късно оперативен инспектор на полицията на Темза Вали в Оксфордшър, включително в Службата за криминални разследвания и в отдел „Опазване на обществения ред“. След 12 години в силите на реда, напуска през 2011 г. и започва да работи като писателка, журналистка на свободна практика и консултантка в социалните медии.
Първият ѝ трилър „Оставих те да си отидеш“ е издаден през 2014 г. Той става бестселър в списъка на „Сънди Таймс“ и печели популярната награда за криминална литература на Острова през 2016 – Theakstons Old Peculier Crime Novel. Избрана е за победителка на лятната селекция на читателите на Литературния клуб на Ричард и Джуди и на Литературния клуб на Ай Ти Ви Луз Букс.
Трилърът ѝ „Виждам те“ от 2016 г. печели френската награда „Полар“. Този и следващият ѝ трилър „Игра на лъжи“ стават бестселъри №1 на „Сънди Таймс“.
Тя е основател и бивш попечител на литературния фестивал „Чипинг Нортън“. Тя е покровител на Обществото „Сребърна звезда“, благотворително дружество, подпомагащо работата на болница „Джон Радклиф“ със семейства, изправени пред трудна бременност.
Клеър Макинтош живее със семейството си в Чипинг Нортън, община Котсуолд.

## Произведения

### Самостоятелни романи
- I Let You Go (2014)
Оставих те да си отидеш, изд.: „Сиела“, София (2016), прев. Коста Сивов
- I See You (2016)
Виждам те, изд.: „Сиела“, София (2017), прев. Коста Сивов
- Let Me Lie (2018)
Игра на лъжи, изд.: „Сиела“, София (2018), прев. Коста Сивов
- After the End (2019)
След края, изд.: „Сиела“, София (2019), прев. Коста Сивов
- The Understudy (2019) – с Холи Браун, Софи Хана и Б. А. Парис
- Hostage (2021)
- Последното парти изд.: „Сиела“, София (2022)
- A Game of Lies Последната игра изд.: „Сиела“, София (2023) прев. Коста Сивов

### Новели
- The Donor (2020)
Донорът, изд.: „Сиела“, София (2020), прев. Коста Сивов

### Документалистика
- A Cotswold Family Life (2019)